# Tunápolis
Tunápolis est une ville brésilienne située dans la mésorégion Ouest de Santa Catarina, dans l'État de Santa Catarina.

## Géographie
Tunápolis se situe par une latitude de 26° 58′ 08″ sud et par une longitude de 53° 38′ 21″ ouest, à une altitude de 430 mètres.
Sa population était de 4 633 habitants au recensement de 2010. La municipalité s'étend sur 133 km2.
Elle fait partie de la microrégion de São Miguel do Oeste, dans la mésorégion Ouest de Santa Catarina.

## Administration
La municipalité est constituée d'un seul district, siège du pouvoir municipal.

## Villes voisines
Tunápolis est voisine des municipalités (municípios) suivantes :
- Iporã do Oeste
- Itapiranga
- Santa Helena
- São João do Oeste

La ville est également limitrophe de l'Argentine.